# Loxosomella bifida
Loxosomella bifida är en bägardjursart som beskrevs av Konno 1972. Loxosomella bifida ingår i släktet Loxosomella och familjen Loxosomatidae. Inga underarter finns listade i Catalogue of Life.